# Holohalaelurus favus
Holohalaelurus favus és una espècie de peix de la família dels esciliorrínids i de l'ordre dels carcariniformes.

## Morfologia
- Els mascles poden assolir 51,5 cm de longitud total.[5]

## Hàbitat
És un peix marí de clima subtropical que viu entre 200-1000m de fondària.

## Distribució geogràfica
Es troba a Sud-àfrica.